# Хиппель, Теодор фон
Теодор фон Хиппель (нем. Theodor von Hippel; 19 января 1890 — 1 января 1977) — кадровый офицер немецкой армии, подполковник, сотрудник немецкой разведки.

## Биография
Уроженец Восточной Пруссии. Во время Первой мировой войны воевал добровольцем в Восточной Африке. Служил под командованием генерала Пауля фон Леттов-Форбека. Проводил партизанские операции против войск противника.
Один из создателей подразделения войск специального назначения в немецкой армии, принимал активное участие в формировании немецкого спецназа. Первый командир роты (с июля 1939 до весны 1940 года), затем — командир 1-го батальона полка «Бранденбург-800» (до лета 1941 года).
В дальнейшем проходил службу в тропическом батальоне дивизии «Бранденбург-800» при армии фельдмаршала Эрвина Роммеля в Тунисе.
В 1943 году был взят в плен американскими войсками в Северной Африке. Умер 1 января 1977 в Киле.

## Награды
- Железный крест (1914) 2-го класса
- Нагрудный знак «За ранение» (1918) чёрный
- Почётный крест Первой мировой войны 1914/1918 с мечами
- Медаль «За выслугу лет в вермахте» 4-го класса
- Пряжка к Железному кресту 2-го класса
- Железный крест (1939) 1-го класса